# Entre chiens et loups (film)
Pour les articles homonymes, voir Entre chien et loup.
Pour plus de détails, voir Fiche technique et Distribution.
Entre chiens et loups (titre américain : Break of Dawn) est un film franco-américano-roumain réalisé par Alexandre Arcady, sorti en 2002.

## Synopsis
Deux malfrats, l'un spécialisé dans le braquage et ayant une maladie incurable, l'autre tireur d'élite et suicidaire, vont être engagés par la mafia russe pour une action en Roumanie. Cette mission est un attentat où l'un d'eux devra laisser la vie.

## Fiche technique
- Titre original : Entre chiens et loups
- Titre français : Entre chiens et loups
- Titre américain : Break of Dawn
- Réalisateur : Alexandre Arcady
- Scénario : Alexandre Aja et Grégory Levasseur d'après le roman Iaroslav de Claude Klotz
- Image : Alessandro Feira Chioss
- Montage : Joële van Effenterre
- Producteurs : Alexandre Arcady, Robert Benmussa, Andrei Boncea, Samuel Hadida, Inigo Lezzi, Alain Olivieri, Adrian Sarbu
- Société de production : Alexandre Films, Canal+, France 2 Cinéma, Media Pro Pictures, Metropolitan Filmexport, TPS Cinéma
- Société de distribution : Metropolitan Filmexport (2002) (France), Buena Vista Home Entertainment (2004) (Hollande) (DVD) (location), Buena Vista Home Video (2004) (Hollande) (DVD) (location), CDA Entertainment (2003) (Royaume-Uni) (DVD), Indies Home Entertainment (2004) (Hollande) (DVD) (VHS) (vente), Sunrise Entertainment
- Genre : action, drame
- Musique : Xavier Jamaux, Philippe Sarde
- Année : 2002
- Pays :  France,  États-Unis
- Langue : français, roumain
- Durée : 110 minutes (1h50)
- Dates de sortie en salle :
  -  France : 11 septembre 2002
  -  Portugal : 11 juillet 2003
- Classification :
  -  Allemagne : Film interdit aux moins de 18 ans
  -  Royaume-Uni : Film interdit aux moins de 18 ans

## Distribution
- Richard Berry : Adrien
- Saïd Taghmaoui : Werner
- Joaquim de Almeida : Radman / Constantin
- Anouk Grinberg : Marie
- Étienne Chicot : Carreras
- Moussa Maaskri : Pierrot
- Alexandru Repan : Kalhine
- Valentin Teodosiu : Stanescu
- Andrei Finti : l'homme à l'hôpital
- Salah Teskouk : le père de Werner
- Jovanka Sopalovic : Sonia
- Jameson Pepper : Antonie
- Geo Dobre : le gestionnaire du Casino
- Jean-Claude de Goros : le pilote
- Marius Drogeanu : le pharmacien
- Ileana Lazariuc : la danceuse
- Alin Panc : Radu
- Elvira Deatcu : l'infirmière
- Monica Tomescu : l'infirmière
- Mirela Turcanu : Lea
- Laurentiu Lazar : le concierge de l'hôtel
- Constantin Ghenescu : le concierge de l'hôtel
- Simina Siminie : la caissière de la pharmacie
- Marian Stan : l'officier civil
- Mircea Stoian : l'officier civil
- Constantin Barbulescu : le chauffeur du poids lourd
- Gheorghe Simonca : le superviseur du Casino